# Wolfgang Streit
Wolfgang R. Streit (* 1964) ist ein deutscher Mikrobiologe und Hochschullehrer an der Universität Hamburg.

## Leben
Wolfgang Streit absolvierte bis 1989 ein Biologiestudium an der Philipps-Universität Marburg, wo ihm 1993 auch die Doktorwürde für seine Arbeiten zur Mikrobiologie von Rhizobien verliehen wurde. 1994 arbeitete er als Postdoc an der Philipps-Universität Marburg und von 1995 bis 1997 war er als Postdoc an der University of California, Davis (USA)  tätig. Im Zeitraum von 1997 bis 1998 forschte er an der Universität Bielefeld und leitete im Anschluss bis 2004 eine Arbeitsgruppe an der Georg-August-Universität Göttingen am Institut für Mikrobiologie und Genetik, wo er im Juli 2002 im Fach Mikrobiologie bei Wolfgang Liebl habilitierte. Von 2004 bis 2006 war er Professor für das Fach Enzymtechnologie an der Universität Duisburg-Essen im Fachbereich Chemie. Seit 2006 leitet Wolfgang Streit als Professor die Abteilung für Mikrobiologie und Biotechnologie an der Universität Hamburg im Fachbereich Biologie.
Wolfgang Streit und seine Arbeitsgruppe verfolgen mehrere Forschungsschwerpunkte. Er erforscht die Metagenomik und die Nutzbarmachung der bisher nicht-kultivierten Mikroorganismen für die Biotechnologie sowie die Identifizierung neuer Enzyme und wertvoller Biomoleküle. Hierzu zählen beispielsweise Lipasen, Glycosyltransferasen und auch Enzyme für den Plastikabbau. Zum anderen erforscht die Gruppe die molekularen Prozesse, die zur Bildung von mikrobiellen Biofilmen führen, um daraus Strategien abzuleiten, Biofilmwachstum zu inhibieren. Daneben ist das Team von Wolfgang Streit an bakterieller Zell-Zell-Kommunikation sowie Themen der Biotechnologie interessiert.
Streit ist Mitglied der Vereinigung für Allgemeine und Angewandte Mikrobiologie, der DECHEMA, American Society for Microbiology und Hamburg School of Food Science. Er ist Mitherausgeber der Fachzeitschriften Applied Environmental Microbiology, Frontiers of Microbiology und Journal of Molecular Biotechnology und war Mitherausgeber von RÖMPP online (2009–2015). Er ist Koordinator der EraNet-Netzwerke „MetaCat“ und „MarBioTech“.

## Ehrungen und Auszeichnungen
- 1995–1997 Feodor Lynen-Forschungsstipendium der Alexander von Humboldt-Stiftung
- 1997–1998 Habilitationsstipendium der Deutschen Bundesstiftung Umwelt

## Ausgewählte Publikationen
- D. Danso, J. Chow, W. R. Streit: Plastics: Environmental and Biotechnological Perspectives on Microbial Degradation. In: Applied and environmental microbiology. Band 85, Nummer 19, September 2019, doi:10.1128/AEM.01095-19, PMID 31324632 (Review).
- M. I. Gröschel, C. J. Meehan, I. Barilar, M. Diricks, A. Gonzaga, M. Steglich, O. Conchillo-Solé, I.-C. Scherer, U. Mamat, C. F. Luz, K. De Bruyne, C. Utpatel, D. Yero, I. Gibert, X. Daura, S. Kampmeier, N. Abdul Rahman, M. Kresken, T. S. van der Werf, I. Alio, W. R. Streit, K. Zhou, T. Schwartz, J. W. A. Rossen, M. R. Farhat, U. E. Schaible, U. Nübel, J. Rupp, J. Steinmann, S. Niemann, T. A. Kohl: The phylogenetic landscape and nosocomial spread of the multidrug-resistant opportunist Stenotrophomonas maltophilia. In: Nature Communications, Band 11 Artikelnummer 2044, April 2020, doi:10.1038/s41467-020-15123-0, PMID 32341346
- W. R. Streit, R. Daniel, K. E. Jaeger: Prospecting for biocatalysts and drugs in the genomes of non-cultured microorganisms. In: Current Opinion in Biotechnology. Band 15, Nummer 4, August 2004, S. 285–290, doi:10.1016/j.copbio.2004.05.006, PMID 15296926 (Review).
- W. R. Streit, R. A. Schmitz: Metagenomics–the key to the uncultured microbes. In: Current Opinion in Microbiology. Band 7, Nummer 5, Oktober 2004, S. 492–498, doi:10.1016/j.mib.2004.08.002, PMID 15451504 (Review).
- C. Schmeisser, H. Liesegang, D. Krysciak, N. Bakkou, A. Le Quéré, A. Wollherr, I. Heinemeyer, B. Morgenstern, A. Pommerening-Röser, M. Flores, R. Palacios, S. Brenner, G. Gottschalk, R. A. Schmitz, W. J. Broughton, X. Perret, A. W. Strittmatter, W. R. Streit: Rhizobium sp. strain NGR234 possesses a remarkable number of secretion systems. In: Applied and environmental microbiology. Band 75, Nummer 12, Juni 2009, S. 4035–4045, doi:10.1128/AEM.00515-09, PMID 19376903, PMC 2698369 (freier Volltext)
- A. Spang, R. Hatzenpichler, C. Brochier-Armanet, T. Rattei, P. Tischler, E. Spieck, W. Streit, D. A. Stahl, M. Wagner, C. Schleper: Distinct gene set in two different lineages of ammonia-oxidizing archaea supports the phylum Thaumarchaeota. In: Trends in Microbiology. Band 18, Nummer 8, August 2010, S. 331–340, doi:10.1016/j.tim.2010.06.003, PMID 20598889.
- R. Gao, D. Krysciak, K. Petersen, C. Utpatel, A. Knapp, C. Schmeisser, R. Daniel, S. Voget, K. E. Jaeger, W. R. Streit: Genome-wide RNA sequencing analysis of quorum sensing-controlled regulons in the plant-associated Burkholderia glumae PG1 strain. In: Applied and Environmental Microbiology. Band 81, Nummer 23, Dezember 2015, S. 7993–8007, doi:10.1128/AEM.01043-15, PMID 26362987, PMC 4651095 (freier Volltext).
- F. S. Haack, A. Poehlein, C. Kröger, C. A. Voigt, M. Piepenbring, H. B. Bode, R. Daniel, W. Schäfer, W. R. Streit: Molecular Keys to the and spp. Interaction with the Plant Pathogen. In: Frontiers in Microbiology. Band 7, 2016, S. 1668, doi:10.3389/fmicb.2016.01668, PMID 27833590, PMC 5080296 (freier Volltext).
- R. Wohlgemuth, A. Liese, W. Streit: Biocatalytic Phosphorylations of Metabolites: Past, Present, and Future. In: Trends in Biotechnology. Band 35, Nummer 5, 05 2017, S. 452–465, doi:10.1016/j.tibtech.2017.01.005, PMID 28256275 (Review).
- D. Danso, C. Schmeisser, J. Chow, W. Zimmermann, R. Wei, C. Leggewie, X. Li, T. Hazen, W. R. Streit: New Insights into the Function and Global Distribution of Polyethylene Terephthalate (PET)-Degrading Bacteria and Enzymes in Marine and Terrestrial Metagenomes. In: Applied and Environmental Microbiology. Band 84, Nummer 8, April 2018, S. , doi:10.1128/AEM.02773-17, PMID 29427431, PMC 5881046 (freier Volltext).
- J. Chow, D. Danso, M. Ferrer, W. R. Streit: The Thaumarchaeon N. gargensis carries functional bioABD genes and has a promiscuous E. coli ΔbioH-complementing esterase EstN1. In: Scientific Reports. Band 8, Nummer 1, September 2018, S. 13823, doi:10.1038/s41598-018-32059-0, PMID 30218044, PMC 6138646 (freier Volltext).